# Río Truim
El río Truim (Abhainn Truim en gaélico) es un tributario por la orilla derecha del río Spey en las Tierras Altas de Escocia. Sus cabeceras se unen al norte del Paso de Drumochter y fluyen hacia el norte mientras el Truim pasa la presa en el extremo norte del Loch Ericht y atraviesa el pueblo de Dalwhinnie, el pueblo más alto de las Tierras Altas de Escocia. 
Las aguas de su afluente más importante, el Allt Cuaich, se desvían en parte a lo largo de un acueducto hacia Loch Ericht. El río continúa hacia el norte-noreste por Glen Truim, sobre las Cataratas de Truim y luego se encuentra con el Spey a 4 km al suroeste de Newtonmore. Se puede seguir su curso de cerca durante casi toda su longitud tanto por la carretera A9 como por la línea ferroviaria principal desde Perth hasta Inverness.

## Etimología
El nombre 'Truim' es una anglicanización de la palabra gaélica para 'árbol mayor'.